# آرش کمانگیر
آرَش کمانگیر یا آرش شیواتیر بزرگ‌ترین تیرانداز در اسطوره‌های ایرانی است که پس از پایان جنگ ایران و توران، به‌عنوان کمان‌دار ایرانی برای تعیین مرز ایران و توران برگزیده شد و از بالای کوه «اَیریوخْشَئوثه»، تیری را به‌سوی کوه «خْوَنْوَنْت» پرتاب کرد و با پرتاب تیر او در زمان منوچهر، مرز میان ایران و توران تعیین شد. پس از آنکه منوچهر پادشاه پیشدادی توسط افراسیاب در طبرستان محاصره شد، بر سر صلح توافق کردند و منوچهر پیشنهاد داد که تورانیان زمینی به اندازه پرتاب یک تیر به او بازگردانند و افراسیاب نیز پذیرفت. فرشته اسپندارمذ به منوچهر دستور داد تا تیر و کمانی مخصوصی از چوب و آهن و پر عقاب آماده کند. به آرش که تیرانداز ماهری بود دستور شلیک داده شد. به گفته بیرونی، آرش خود را برهنه نشان داد و گفت: «اینک! بدن من عاری از هر گونه زخم یا بیماری است. اما بعد از این تیراندازی من نابود خواهم شد.» در سپیده دم شلیک کرد و بلافاصله تکه‌تکه شد. تیر از جایی در طبرستان، در کوهستان رویان یا قلعه آمل یا قله دماوند یا ساری پرتاب شد. خداوند به باد فرمان داد تا تیر را تا نواحی دورافتاده خراسان بردارد و بدین ترتیب مرز میان پادشاهی ایران و توران مشخص شد. تیر تا رود بلخ یا تخارستان یا به گفته ابوریحان بیرونی جایی بین طبرستان و فرغانه برفت و فرود آمد.

## نام و لقب
نام آرش در منابع فارسی و عربی به‌صورت‌های زیر ضبط شده‌است: «ایرَش»، «آرَششیباطیر» که صورتی متأخر است اما شامل لقب نیز می‌شود، «آرَشِ شِواتیر»، «اَرَش» و «آرَش». لقب او نیز در یشت‌ها، «تیزتیر» و «تیزتیرترینِ ایرانیان» و در متن فارسی میانهٔ ماه فروردین روز خرداد، «شیباگ تیر» است که ترجمهٔ پهلوی همان صورت اوستایی لقب اوست. نام و لقب او در تاریخ طبری به‌صورت «آرشْشِباطیر» و در مُجمل‌التواریخ و القصص به‌صورت «آرَش شِواتیر» آمده که شباطیر و شواتیر، گردانیدهٔ ترجمهٔ پهلوی صفت xšviwi.išu در اوستاست. لقب او در ویس و رامین (بیت ۳۳۰) «کمانگیر» است.
جلال خالقی مطلق عقیده دارد که «شوبین» لقب بهرام نیز تحریف دیگری از همان لقب آرش باشد که آن را به بهرام که نژاد خود را به آرش می‌رسانید و در هنر تیراندازی با او مقایسه می‌شد نیز داده بودند. در این صورت، گونهٔ به‌ظاهر فاسدتر و بی‌معتی «سونیر» که در نظم‌الجوهر آمده‌است، به اصل فارسی یعنی «شیواتیر» نزدیک‌تر است که بعداً به گونه‌های فاسدتر، ولی در عین حال معنی‌دارِ «شوبین» و «چوبین» تحریف بیش‌تری یافته‌است.
در کتاب گنجینه نام های ایرانی اثر مهربان گشتاسب پور پارسی نام دیگر آرش تیرانداز در زمان منوچهر را تیرآوند به معنی دارنده تیر یا خدای تیر ، ذکر کرده است . 

## ارتباط تاریخی
بر روی سکه های اشکانی طرح شخصی بدون ریش با لباسی احتمالا سکایی با کمان نشسته بر اومفالو (omphalos) مشاهده میشود. بنظر می آید که این یک سنت ایرانی زرتشتی است که با عناصر یونانی سلوکی مخلوط شده و در نهایت  شخصیت آرش کمانگیر را نشان میدهد. کمان اشاره به یک نماد سلطنتی هخامنشیان و فرهنگ سکایی دارد. این نمایان گر این مسئله است که اشکانیان خود را جانشین بر حق هخامنشیان می‌دانستند.تقریباً برای یک و نیم قرن، کماندار روی پشت سکه‌های اشکانی به‌عنوان ارشک شناخته شده است. این شناخت عمدتاً بر این اساس است که سکه‌های ارشک، تصویر او را در روی سکه به‌عنوان مردی جوان و بدون ریش، با یک کلاه دیهیم‌دار نشان می‌دهند، درحالی‌که کماندار، که برخی او را - شاید به‌عنوان یک خدایگان - ارشک می‌دانند، جفری لرنر پیشنهاد میکند که این کماندار «آرش کمانگیر» است که تحت تاثیر سنت های ایزد میترا و تیشتریه و مقدونی/یونانی قرار گرفته است.

## منبع‌شناسی